# 木原美悠
木原美悠（2004年8月3日—），生於日本兵库县明石市，日本女子乒乓球运动员，2022年世界乒乓球团体锦标赛女子团体银牌得主、2023年世界乒乓球锦标赛女子双打铜牌得主。